# Ena Shibahara
Ena Shibahara   (Mountain View, 12 de febrer de 1998) és una tennista professional japonesa nascuda als Estats Units.
ES va especialitzar en les modalitats de dobles femenins i dobles mixts, on va aconseguir vuit i un títols respectivament. En el seu palmarès destaca el títol de Grand Slam aconseguit al Roland Garros en dobles mixts l'any 2022. Va arribar a ocupar el quart lloc del rànquing de dobles femenins de la WTA. Inicialment va defensar el seu país de naixement però a partir de juliol de 2019 va començar a representar el Japó malgrat mantenir la seva residència als Estats Units.

## Torneigs de Grand Slam

### Dobles femenins: 1 (0−1)
| Resultat  | Núm. | Any  | Torneig          | Parella      | Oponents                              | Marcador |
| --------- | ---- | ---- | ---------------- | ------------ | ------------------------------------- | -------- |
| Finalista | 1.   | 2023 | Open d'Austràlia | Shuko Aoyama | Barbora Krejčíková Kateřina Siniaková | 4−6, 3−6 |

### Dobles mixts: 1 (1−0)
| Resultat   | Núm. | Any  | Torneig       | Parella        | Oponents                     | Marcador    |
| ---------- | ---- | ---- | ------------- | -------------- | ---------------------------- | ----------- |
| Guanyadora | 1.   | 2022 | Roland Garros | Wesley Koolhof | Ulrikke Eikeri Joran Vliegen | 7−6(5), 6−2 |

## Palmarès

### Dobles femenins: 19 (11−8)
| 2009 − 2020             | Després de 2021 |
| ----------------------- | --------------- |
| Grand Slam (0−1)        |                 |
| WTA Finals (0−0)        |                 |
| Premier Mandatory (0−0) | WTA 1000 (2−1)  |
| Premier 5 (0−0)         | WTA 1000 (2−1)  |
| Premier (2−1)           | WTA 500 (3−3)   |
| International (1−1)     | WTA 250 (3−1)   |

| Títols per superfície |
| --------------------- |
| Dura (9−4)            |
| Gespa (2−1)           |
| Terra batuda (0−2)    |

| Resultat   | Núm. | Data                 | Torneig                         | Superfície   | Parella         | Oponents                              | Marcador          |
| ---------- | ---- | -------------------- | ------------------------------- | ------------ | --------------- | ------------------------------------- | ----------------- |
| Finalista  | 1.   | 14 d'abril de 2019   | Bogotà, Colòmbia                | Terra batuda | Hayley Carter   | Zoe Hives Astra Sharma                | 1−6, 2−6          |
| Finalista  | 2.   | 4 d'agost de 2019    | San José, Estats Units          | Dura         | Shuko Aoyama    | Nicole Melichar Květa Peschke         | 4−6, 4−6          |
| Guanyadora | 1.   | 13 d'octubre de 2019 | Tientsin, Xina                  | Dura         | Shuko Aoyama    | Nao Hibino Miyu Kato                  | 6−3, 7−5          |
| Guanyadora | 2.   | 20 d'octubre de 2019 | Moscou, Rússia                  | Dura (i)     | Shuko Aoyama    | Kirsten Flipkens B. Mattek-Sands      | 6−2, 6−1          |
| Guanyadora | 3.   | 16 de febrer de 2020 | Sant Petersburg, Rússia         | Dura (i)     | Shuko Aoyama    | Kaitlyn Christian Alexa Guarachi      | 4−6, 6−0, [10−3]  |
| Guanyadora | 4.   | 13 de gener de 2021  | Abu Dhabi, Emirats Àrabs Units  | Dura         | Shuko Aoyama    | Hayley Carter Luisa Stefani           | 7−6(5), 6−4       |
| Guanyadora | 5.   | 7 de febrer de 2021  | Melbourne, Austràlia            | Dura         | Shuko Aoyama    | Anna Kalinskaya Viktória Kužmová      | 6−3, 6−4          |
| Guanyadora | 6.   | 4 d'abril de 2021    | Miami, Estats Units             | Dura         | Shuko Aoyama    | Hayley Carter Luisa Stefani           | 6−2, 7−5          |
| Guanyadora | 7.   | 26 de juny de 2021   | Eastbourne, Regne Unit          | Gespa        | Shuko Aoyama    | Nicole Melichar Demi Schuurs          | 6−1, 6−4          |
| Guanyadora | 8.   | 28 d'agost de 2021   | Cleveland, Estats Units         | Dura         | Shuko Aoyama    | Christina McHale Sania Mirza          | 7−5, 6−3          |
| Finalista  | 3.   | 20 de març de 2022   | Indian Wells, Estats Units      | Dura         | Asia Muhammad   | Xu Yifan Yang Zhaoxuan                | 5−7, 6−7(4)       |
| Finalista  | 4.   | 29 de gener de 2023  | Open d'Austràlia, Austràlia     | Dura         | Shuko Aoyama    | Barbora Krejčíková Kateřina Siniaková | 4−6, 3−6          |
| Finalista  | 5.   | 9 d'abril de 2023    | Charleston, Estats Units        | Terra batuda | Giuliana Olmos  | Danielle Collins Desirae Krawczyk     | 6−0, 4−6, [12−14] |
| Guanyadora | 9.   | 18 de juny de 2023   | 's-Hertogenbosch, Països Baixos | Gespa        | Shuko Aoyama    | Viktória Hrunčáková Tereza Mihalíková | 6−3, 6−3          |
| Guanyadora | 10.  | 13 d'agost de 2023   | Mont-real, Canadà               | Dura         | Shuko Aoyama    | Desirae Krawczyk Demi Schuurs         | 6−4, 4−6, [13−11] |
| Finalista  | 6.   | 15 d'octubre de 2023 | Zhengzhou, Xina                 | Dura         | Shuko Aoyama    | Gabriela Dabrowski Erin Routliffe     | 2−6, 4−6          |
| Guanyadora | 11.  | 20 d'octubre de 2024 | Osaka, Japó                     | Dura         | Laura Siegemund | Cristina Bucșa Monica Niculescu       | 3−6, 6−2, [10−2]  |
| Finalista  | 7.   | 27 d'octubre de 2024 | Tòquio, Japó                    | Dura         | Laura Siegemund | Shuko Aoyama Eri Hozumi               | 4−6, 6−7(3)       |
| Finalista  | 8.   | 22 de juny de 2025   | Nottingham, Regne Unit          | Gespa        | Anna Danilina   | Beatriz Haddad Maia Laura Siegemund   | 3−6, 2−6          |

### Dobles mixts: 1 (1−0)
| Resultat   | Núm. | Data              | Torneig               | Superfície   | Parella        | Oponents                     | Marcador    |
| ---------- | ---- | ----------------- | --------------------- | ------------ | -------------- | ---------------------------- | ----------- |
| Guanyadora | 1.   | 5 de juny de 2022 | Roland Garros, França | Terra batuda | Wesley Koolhof | Ulrikke Eikeri Joran Vliegen | 7−6(5), 6−2 |

## Trajectòria

### Dobles femenins
| Open d'Austràlia | A    | A           | A           | A           | 3R          | QF    | SF    | F  | 3R | 0 / 5    | 15 – 5   |
| Roland Garros | A    | A           | A           | A           | QF          | 2R    | 3R    | 2R |    | 0 / 4    | 7 – 4    |
| Wimbledon | A    | A           | A           | A           | NC          | SF    | 3R    | 1R |    | 0 / 3    | 6 – 3    |
| US Open | 1R   | A           | A           | 1R          | 2R          | 3R    | 3R    | 1R |    | 0 / 6    | 5 – 6    |
| Jocs Olímpics | A    | No celebrat | No celebrat | No celebrat | No celebrat | 1R    | NC    | NC |    | 0 / 1    | 0 – 1    |
| WTA Finals | A    | A           | A           | A           | NC          | SF    | A     | RR |    | 0 / 2    | 3 – 4    |
| Total Victòries−Derrotes                                                                                                   | 0−1  | 0−0         | 0−0         | 22−10       | 17−10       | 39−17 | 30−16 |    |    | 114 – 57 | 114 – 57 |
| Rànquing a final d'any | 1061 | –           | –           | 31          | 23          | 5     | 22    |    |    |          |          |
| Llegenda: G: Guanyadora; F: Finalista; SF: Semifinalista; QF: Quarts de final; Q: Qualificació; A: Absent; RR: Round Robin |      |             |             |             |             |       |       |    |    |          |          |

### Dobles mixts
| Open d'Austràlia | 2R  | QF  | 1R  | 2R | 0 / 4  | 4 – 4  |
| Roland Garros | A   | G   | 1R  |    | 1 / 2  | 5 – 1  |
| Wimbledon | A   | 2R  | 2R  |    | 0 / 2  | 2 – 2  |
| US Open | 2R  | QF  | SF  |    | 0 / 3  | 6 – 3  |
| Jocs Olímpics | QF  | NC  | NC  |    | 0 / 1  | 1 – 1  |
| Total Victòries−Derrotes                                                                                                   | 3−3 | 8−2 | 4−4 |    | 11 – 5 | 11 – 5 |
| Llegenda: G: Guanyadora; F: Finalista; SF: Semifinalista; QF: Quarts de final; Q: Qualificació; A: Absent; RR: Round Robin |     |     |     |    |        |        |